# SIG P210

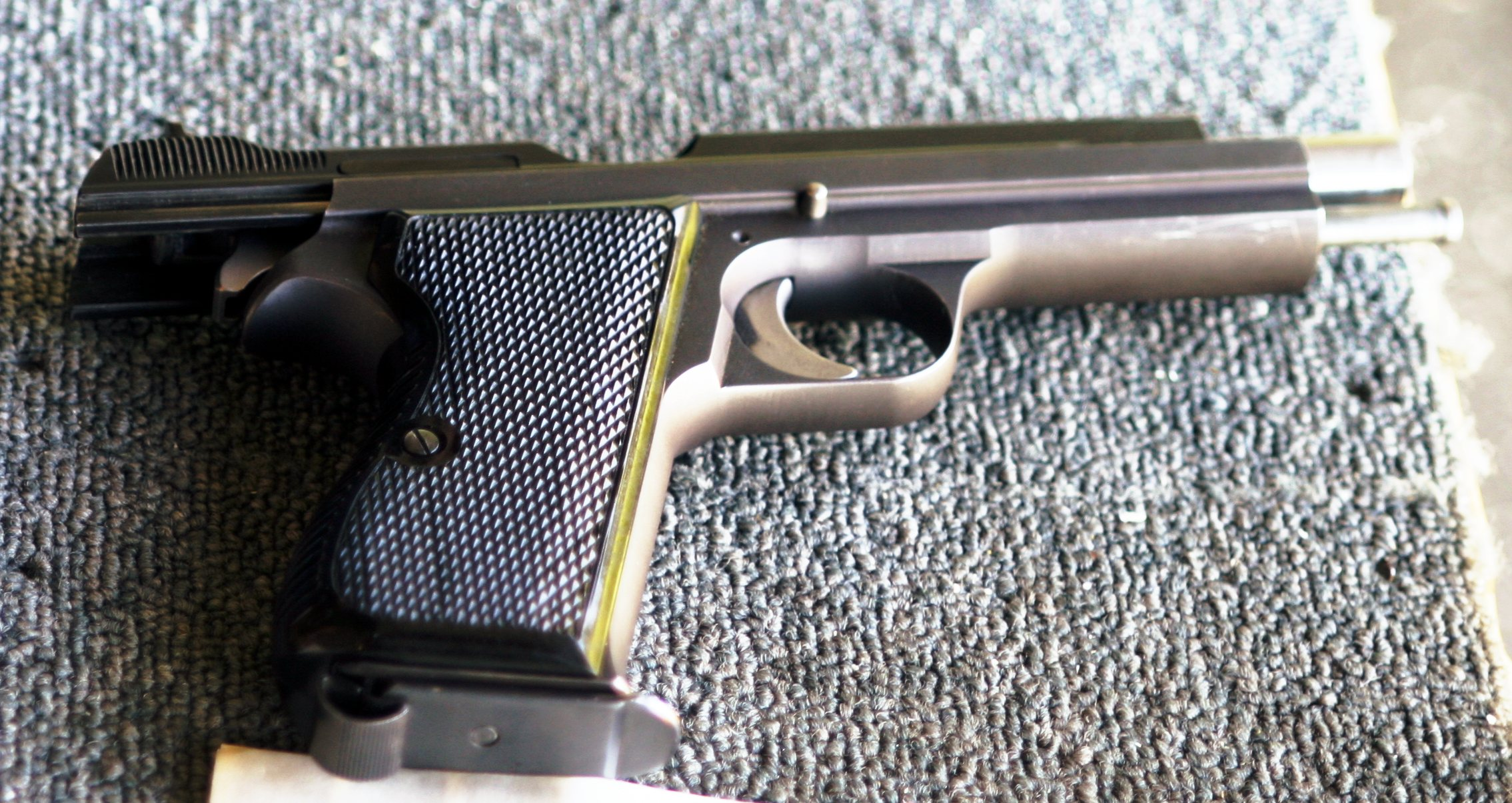
Una P210 aperta

La SIG P210 (o SP 47/8 o M49) è una pistola semiautomatica ad azione singola con chiusura stabile a corto rinculo, rielaborata e costruita dalla SIG (Schweizerische Industrie-Gesellschaft) fino al 2000, presso lo stabilimento di Neuhausen am Rheinfall (Svizzera), poi dalla SAN Swiss Arms fino al 2006.
Definita la Rolls-Royce delle semi-automatiche per la sua precisione e qualità costruttiva, è rimasta in servizio fino al 1975 presso l'Esercito svizzero e la polizia elvetica. Fu adottata anche dall'esercito reale danese e nel 1951 dalla Guardia di frontiera federale tedesca (Bundespolizei).
Oggi è stata evoluta dalla SIG Sauer P220, ma la P210 rimane comunque una pistola altamente ricercata da collezionisti ed amatori. La P210 è considerata un investimento e spesso il suo prezzo supera i 2000 USD nel mercato dell'usato, fino ad arrivare ai 3000 USD per la versione P210-5.

## Storia
Nel 1937 SIG acquisisce la licenza della pistola SACM Modéle 1935A progettata dal Ingegnere svizzero Charles Petter, per poter sviluppare un nuovo tipo di pistola, basato sul sistema di chiusura Browning e brevettato in Francia e Svizzera da Petter. Ma fu soltanto dopo la Seconda guerra mondiale, quando il comando dell'esercito svizzero volle sostituire la precisa ma costosa e complessa Ordonnanz-pistole Parabellum 06/29 in cal. 7,65 Para (ritenuta non più adeguata sotto l'aspetto del potere di arresto), che questa nuova pistola prese forma. L'adozione arriva il 14 ottobre 1948 col modello SIG SP 47/8 cal. 9 Parabellum, designata come Pistole 9 mm M49 .
Lo sviluppo eseguito principalmente dal costruttore Max Muller, fu terminato trasformando in modo significativo la pistola di Petter, per quanto attiene l'estetica, le dimensioni, il calibro (che era 7,65 mm) e la meccanica, con l'adozione del carrello interno al fusto, l'asola a due piani nel sistema di chiusura, lo scatto con punto di arresto, la sicura e lo sgancio del magazzino. 
Dal 1944 vengono allestite diverse varianti, soprattutto con magazzini bifilari fino a 16 colpi. A seguito delle richieste di modifica dell'esercito Svizzero, nonché da un'associazione di tiro Svedese paramilitare, la pistola viene ottimizzata privilegiando l'ergonomia e la precisione del tiro, a discapito del magazzino bifilare ed altri accorgimenti, e adeguata per tirare anche in 7,65 mm Parabellum. Inizia quindi la commercializzazione, in piccoli lotti, della nuova pistola SIG, denominata SP47/8 (Selbstlade Pistole, anno 1947, caricatore 8 colpi). Dopo averne testato alcune versioni e dopo l'esecuzione di ulteriori piccole modifiche, viene scelta come nuova pistola per l'Esercito Svizzero e consegnata alla truppa dal 1949 al 1972. In alcuni casi è stata utilizzata fino ad oltre la metà degli anni '90. Dal 1950 inizia la vendita della prima variante della pistola, con la denominazione SIG P210, sviluppata a partire dalle SP 47/8 e dalle P49 civile.

## Varianti

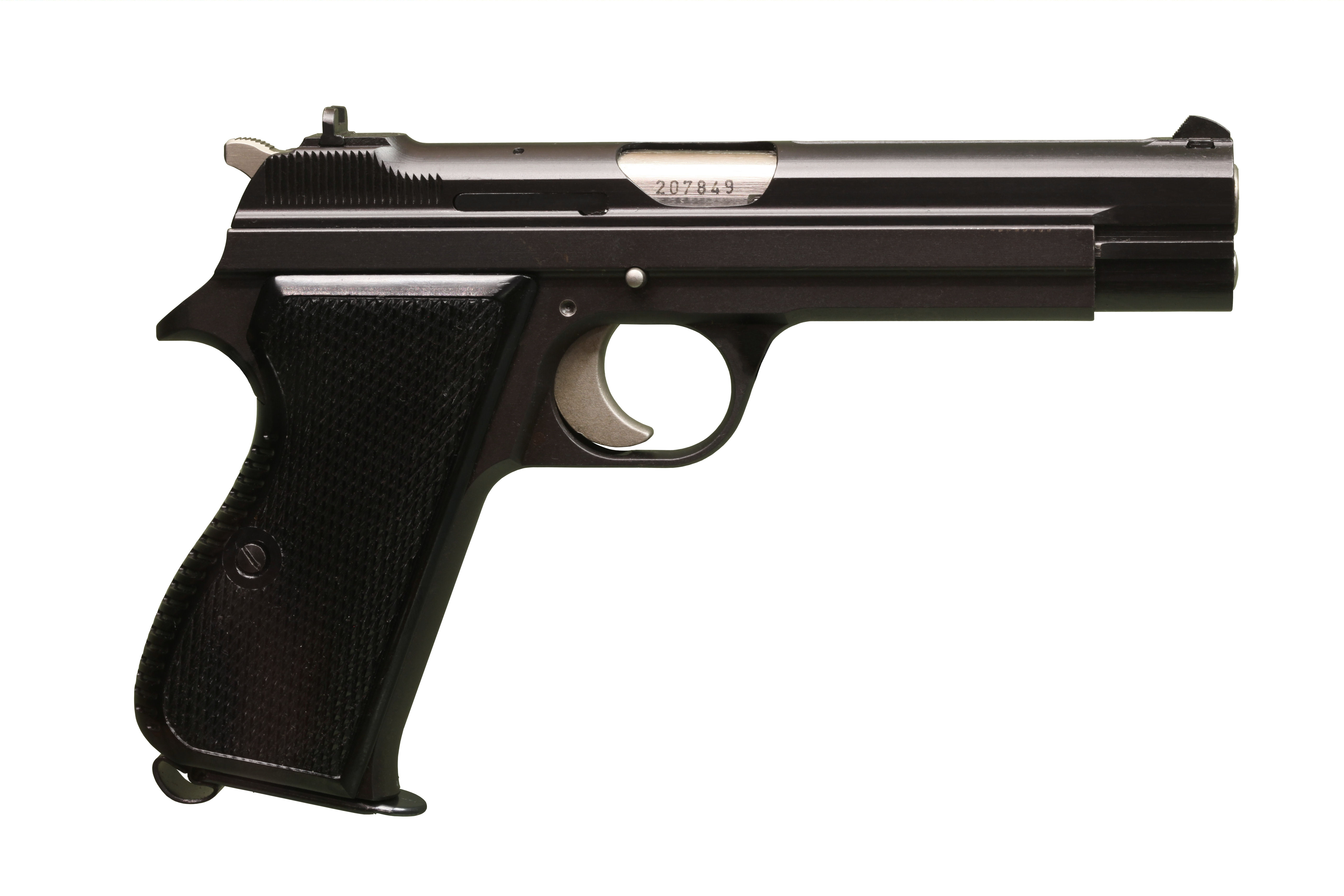
Una SIG P49 4° contratto, seconda fornitura, ultima variante

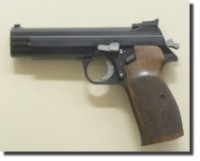
Una SIG 210-6

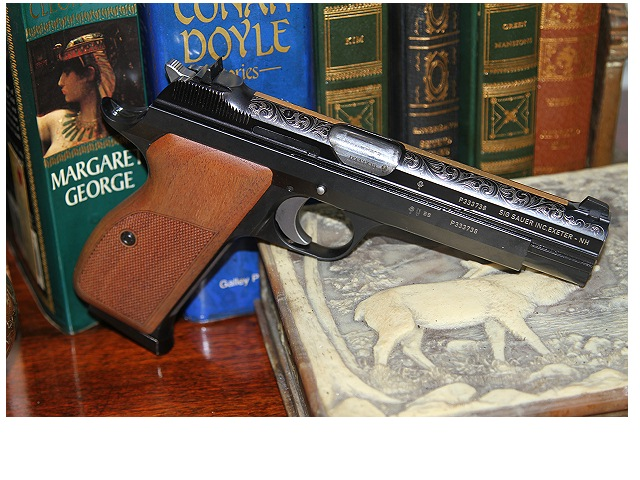
Una SIG-Sauer P210 Legend

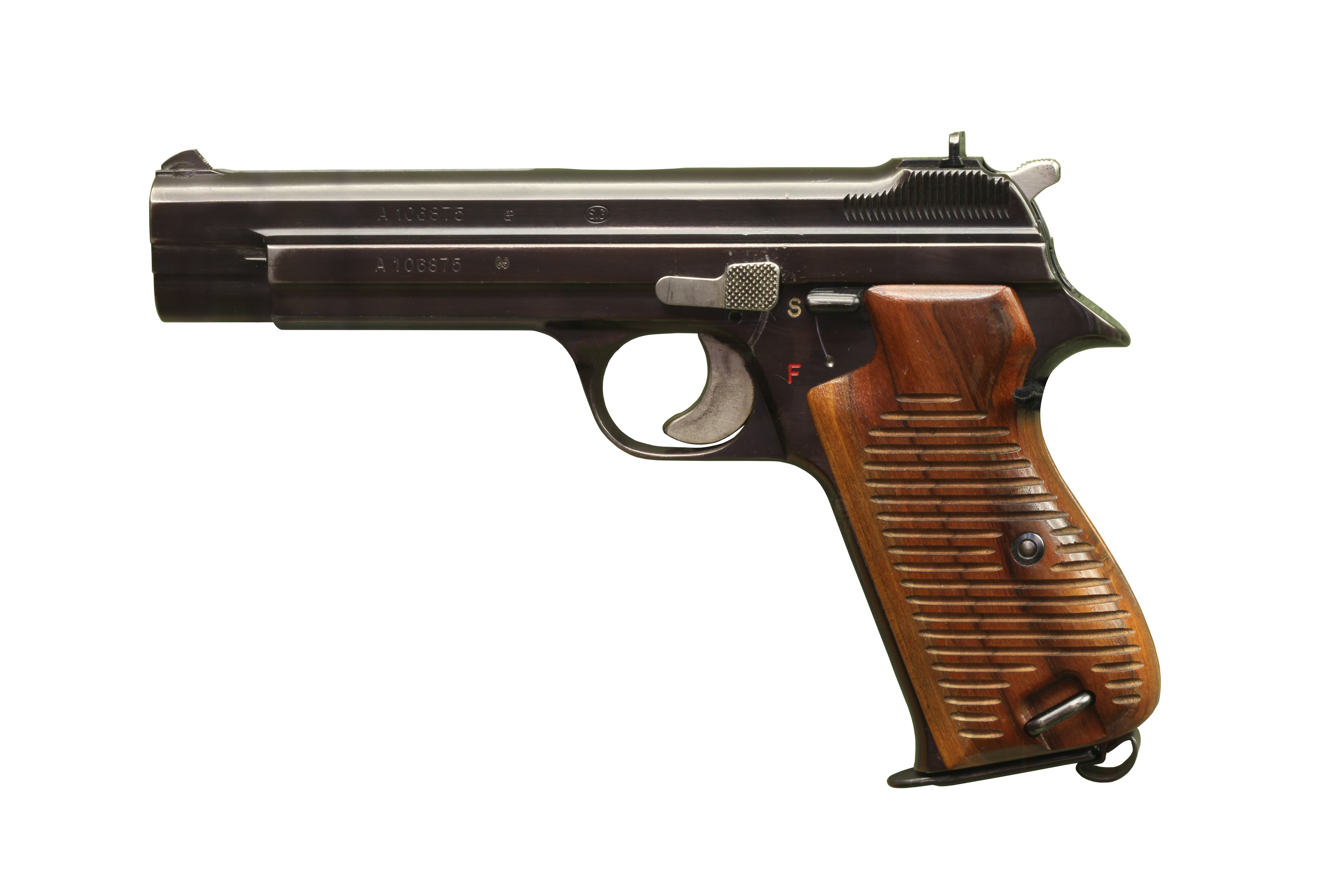
Una SIG P49 2° contratto

Quale premessa è d'obbligo informare che grazie alla quasi totale intercambiabilità dei pezzi esistono molti esemplari "ibridi" che esulano dalle caratteristiche descritte nelle diverse varianti. Molti di questi "ibridi" derivano da interventi post-vendita, ma occorre ricordare che la SIG ha essa stessa prodotto alcune "sub-varianti" e quindi, grazie agli allestimenti opzionali, direttamente a Neuhausen sono state prodotte P210-1 e -2 con mira micrometrica, oppure con canna da 150 mm. Sono pure state prodotte le versioni sportive P210-5 e 6 con finitura lucida ed altro. Emblematica è forse la produzione di un centinaio di P210-5 (con numero di matricola consecutivo), equipaggiate di canna da 120 mm e mire fisse, in netta contrasto con lo "spirito" delle altre P210-5.
- SIG P210-1 La versione curata nell'estetica della P210 con finiture lucide brunite e guancette in noce, fornita nei calibri 9 mm Parabellum e 7,65 mm Parabellum. Le mire sono fisse. Lo scatto è estraibile senza utensili. Riprende la meccanica e l'estetica della versione scelta dall'Esercito Svizzero (P49) per le prime tre forniture, differenziandosi dalla P49 per il numero di matricola preceduto dalla lettera P (Privee) e la numerazione da P50'000 a circa 98'500 poi da 300'000 (dal 1984).
- SIG P210-2 Stesse caratteristiche meccaniche della versione -1 ma con finitura sabbiata e brunita, con guancette in plastica nera oppure in legno come opzione. È l'equivalente della versione delle ultime due forniture all'Esercito Svizzero che anche in questo caso si contraddistingue dalle P210-2 civili per il numero di serie preceduto da una A (Armee). Solitamente in calibro 9 e 7.65 mm.
- SIG P210-3 È essenzialmente una P210-1 con indicatore di cartuccia in canna sul carrello-otturatore  come sulle SP47/8. Destinata a privati ma soprattutto alle forze di polizia elvetiche dei cantoni di Basilea, Glarona e Lucerna. In calibro 9 parabellum e guancette in noce. Una serie di un migliaio di esemplari con numero di matricola a 4 cifre con prefisso P, poi alcune piccole serie con numerazione "standard" e finiture come le P210-2.
- SIG P210-4 Stesso allestimento della P210-3 ma destinata alle forze di polizia di frontiera tedesca Bundesgrenzschutz. I numeri di serie vanno da D 0001 a D 5000. Finitura lucida od opaca.
- SIG P210-5 È la versione sportiva della P210 fornita con finitura opaca e canna da 150 mm. Scatto con trazione ridotta a 1750 gr. fissato con una vite (laterale nelle primissime versioni, sotto l'elsa nelle successive, in entrambi i punti nella versione della squadra Svizzera di tiro). Mira regolabile micrometricamente. In calibro 7,65 e 9 parabellum. In opzione per il calibro 9 mm la canna da 180 mm. Versioni "normali" ed Heavy Frame".
- SIG P210-6 Come la precedente ma con canna da 120 mm. In calibro 7,65 parabellum e calibro 9 con mire fisse a contrasto o regolabili micrometricamente quale opzione. Scatto avvitato (lateralmente nelle prime versioni).
- SIG P210-7 Modello da tiro e da addestramento in calibro .22 LR. Con mire fisse o regolabile micrometricamente. Per quest'ultima il cane era modificato.
- SIG P210-8 È una recente versione sportiva in calibro 9 mm e canna da 120mm con particolare fusto Heavy Frame, guancette in legno, sgancio del caricatore laterale, grilletto e mira regolabili micrometricamente o fisse.
- P210-5LS e P210-5 Versioni "nuove" in calibro 9 parabellum marchiate SAN Swiss Arms. La lettera L identifica la lunghezza maggiore del carrello che ingloba totalmente la canna da 150 mm e la lettera S è legata alla presenza del bottone laterale per lo sgancio "rapido" del magazzino (Seitlichem Magazinauslöser). La versione P210-5 resta del tutto simile alla "classica", con canna da 150 mm sporgente ma marchiata SAN Swiss Arms. Entrambe in versione Heavy Frame con mira regolabile.
- P210-6S e P210-6 Versioni marchiate SAN Swiss Arms con canna da 120 mm e scatto da 1500 gr. Entrambe anche in versione Heavy Frame e con mira regolabile micrometricamente(standard sulla P210-6S). La S indica lo sgancio laterale del magazzino.
- SIG-SAUER P210 LEGEND, SIG-SAUER P210 LEGEND TARGET e SIG-SAUER P210 LEGEND super TARGET Ultime versioni della pistola, in vendita da fine 2010 (LEGEND) rispettivamente fine 2011 (LEGEND TARGET) e 2012 (LEGEND super TARGET). Basate sul progetto delle ultime SAN Swiss Arms P210-6S e P210-5LS, con dettagli estetici di rilievo, entrambe in versione Heavy Frame, con sgancio laterale del caricatore e mira regolabile di serie sulla TARGET e super TARGET. La super TARGET ha la canna da 150 mm totalmente inglobata nel carrello allungato.
- SIG SP 47-8, SP 47-8 "Sport" e "Target" Sono pistole prodotte in oltre un migliaio di esemplari in calibro 9mm e 7.65 mm Para negli anni precedenti l'introduzione della denominazione P210 e P49. Possono essere considerate, nella maggior parte dei casi, dei modelli a tutti gli effetti mentre alcune decine di esemplari sono da considerarsi delle serie di pistole di "prevendita" e "sviluppo", una sorta di "prototipo definitivo", anche per il piccolo calibro. La finitura delle SP 47-8 è di regola simile lucida e munita di indicatore di carica. Il primo migliaio di pistole ha la parte frontale del ponticello perpendicolare al carrello e il percussore spinato. Cambia anche la lunghezza della rampa di alimentazione alla camera della cartuccia. Il modello SP 47-8 "Sport" è invece il precursore della P210-5, con canna lunga, pacchetto di scatto avvitato e tacca di mira regolabile, mentre la SP 47-8 "Target" è sostanzialmente una P210-6 con tacca di mira regolabile, anche se alcuni esemplari sono dotati della canna da 150 mm, quindi del tutto simile ad una "Sport".
- SIG M/49 Spesso chiamata Neuhausen in Danimarca, è stata la pistola d'ordinanza dei soldati dell'esercito Danese incaricati della sorveglianza/manutenzione delle installazioni di combattimento e degli arsenali, oggi rimpiazzata dalla HK USP.

## Le P-49
Viene spesso fatto confusione su quali siano state le SIG P210 adottate dall'Esercito Elvetico sotto il nome di P-49 (Pistola di ordinanza 1949). È errore comune stabilire nella SIG P210-1 la versione civile e nella P210-2 la versione militare della pistola. Va ricordato che al momento della decisione di adottare la P49 quale nuova pistola di ordinanza, la pistola era commercializzata con l'identificativo SIG SP 47/8. Solo in seguito compariva la SIG P210-1 ed in seguito la SIG P210-2. Come per le pistole "commerciali" anche la P49 ha avuto la sua evoluzione meccanica ed estetica, e pertanto le pistole in grigioverde annoverano le medesime finiture meccanico/estetiche delle SIG P210-1 2 -2. Ai soldati svizzeri sono state fornite, in 4 principali varianti, circa 113'110 pistole complete, oltre a diverse altre parti di esse, fusti e carrelli compresi. Come detto, in entrambi i casi le versioni militari (SIG P49) si differenziano da quelle civili (SIG P210) per il prefisso “A” nel numero di matricola. Le armi sono state fornite tra la fine degli anni '40 e l'inizio degli anni settanta a seguito di 4 distinti contratti di acquisto (l'ultimo dei quali in due principali lotti), con lievi differenze costruttive dettate dallo sviluppo dell'arma. La P49 dei primi 3 lotti equivale ad una P210-1 civile, mentre la versione successiva (quarto contratto) ha le caratteristiche tecniche ed estetiche di una P210-2 civile. Grossomodo le varianti nelle 5 forniture si riassumono in:
- primo contratto: A100001-A103200

cane senza “mezza monta”, fusto e carrello lucidati, guancette in legno rigate, leva di arresto del carrello zigrinata, leva della sicura liscia
- secondo contratto: A103201-A107210

caratteristiche identiche al primo contratto
- terzo contratto: A107211-A109710

cane a “mezza monta”, le altre caratteristiche sono uguali a quelle dei primi due contratti
- quarto contratto, prima fornitura: A109711-A120000

tutte con cane con “mezza monta”, fusto sabbiato, carrello spazzolato, guancette in plastica nera, zigrinate. Dalla matricola A109711 fino alla matricola A114000 con leva di arresto del carrello zigrinata e leva della sicura liscia (come per le prime forniture). In seguito leva di arresto del carrello rigata e arrotondata, leva della sicura rigata. 
- quarto contratto, seconda fornitura: A120001-A213110

caratteristiche uguali alle ultime pistole della prima fornitura del quarto contratto (quindi a partire dal numero A114000).
Per le pistole riparate in arsenale si è spesso optato per l'adozione delle parti di ricambio più recenti, pertanto posso esistere versioni che non corrispondono alla descrizione soprastante. È quindi possibile trovare pistole dei primi tre contratti muniti di guancette in plastica nera, di dispositivo di scatto con cane a mezza monta, di leva di arresto del carrello rigata e arrotondata e/o leca della sicura rigata

## Numeri di matricola
Ad eccezione della P210-4, che si distingue per il numero di serie preceduto da una D, tutte le P210 sono identificate da un numero di matricola preceduto dalla lettera P. Nel caso delle P210-1 e P210-2 fabbricate per l'Esercito Svizzero il numero di matricola è invece preceduto da una A (Armée) in luogo della P (Privée). Oltre a questo le armi costruite per l'esercito recano la croce svizzera nello scudo stampata davanti al foglio di mira, sebbene esistano diverse pistole vendute con la matricola "P" che recano anch'esse la croce nello scudo. Di regola, alle armi d'ordinanza vendute ai privati viene stampigliata una lettera P dopo il numero di serie all'atto della cessione.
Per le P210-1 e P210-2 si possono distinguere facilmente le due principali generazioni che si differenziano per la leva della sicura ed il perno di arresto della canna.
Ad eccezione della P210-7, tutte le P210 possono tirare con il calibro 9 e 7.65 parabellum con la sola sostituzione della canna e della molla di armamento. Possono inoltre tirare in .22 con la sostituzione di canna, molla e relativa asta di armamento, carrello e caricatore. Nel caso del montaggio della tacca di mira regolabile sul carrello del cal .22 occorre utilizzare un cane apposito. Esistono ancora oggi diverse conversioni in calibro .22 tra cui la più ambita resta l'originale SIG, pur trovando altre conversioni meno costose tra le quali le più conosciute sono Wyss ed Haemmerli.
Per via della finitura particolarmente curata, il prezzo di vendita di una P210-1 era nettamente superiore a quello della P210-2 e si allineava a quello di una P210-6, meno curata nelle finiture ma dotata di scatto specifico per il tiro sportivo.